# Cap Spartel
Ne doit pas être confondu avec Banc Spartel.
Pour les articles homonymes, voir Spartel.

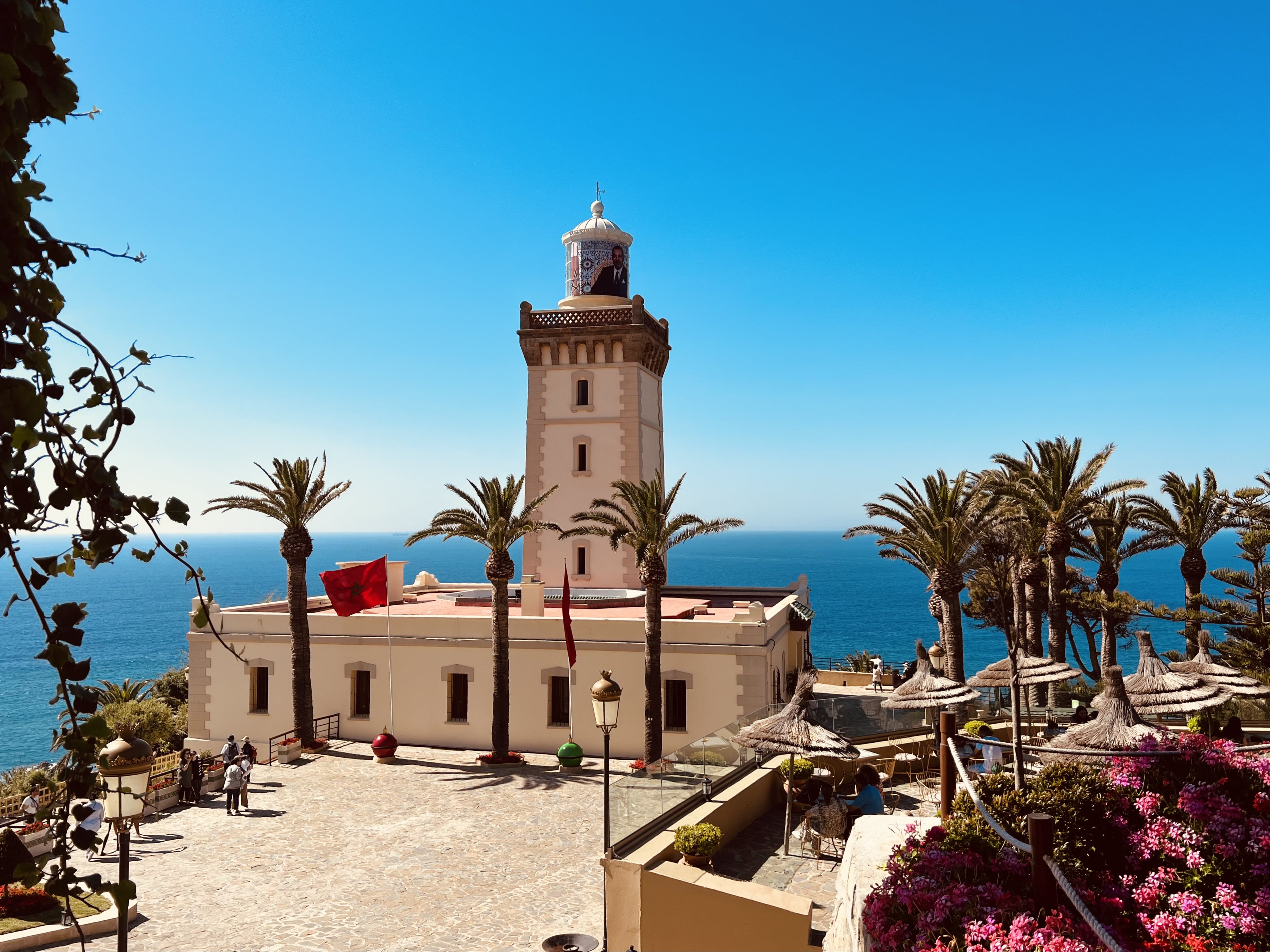
Le phare après sa récente rénovation

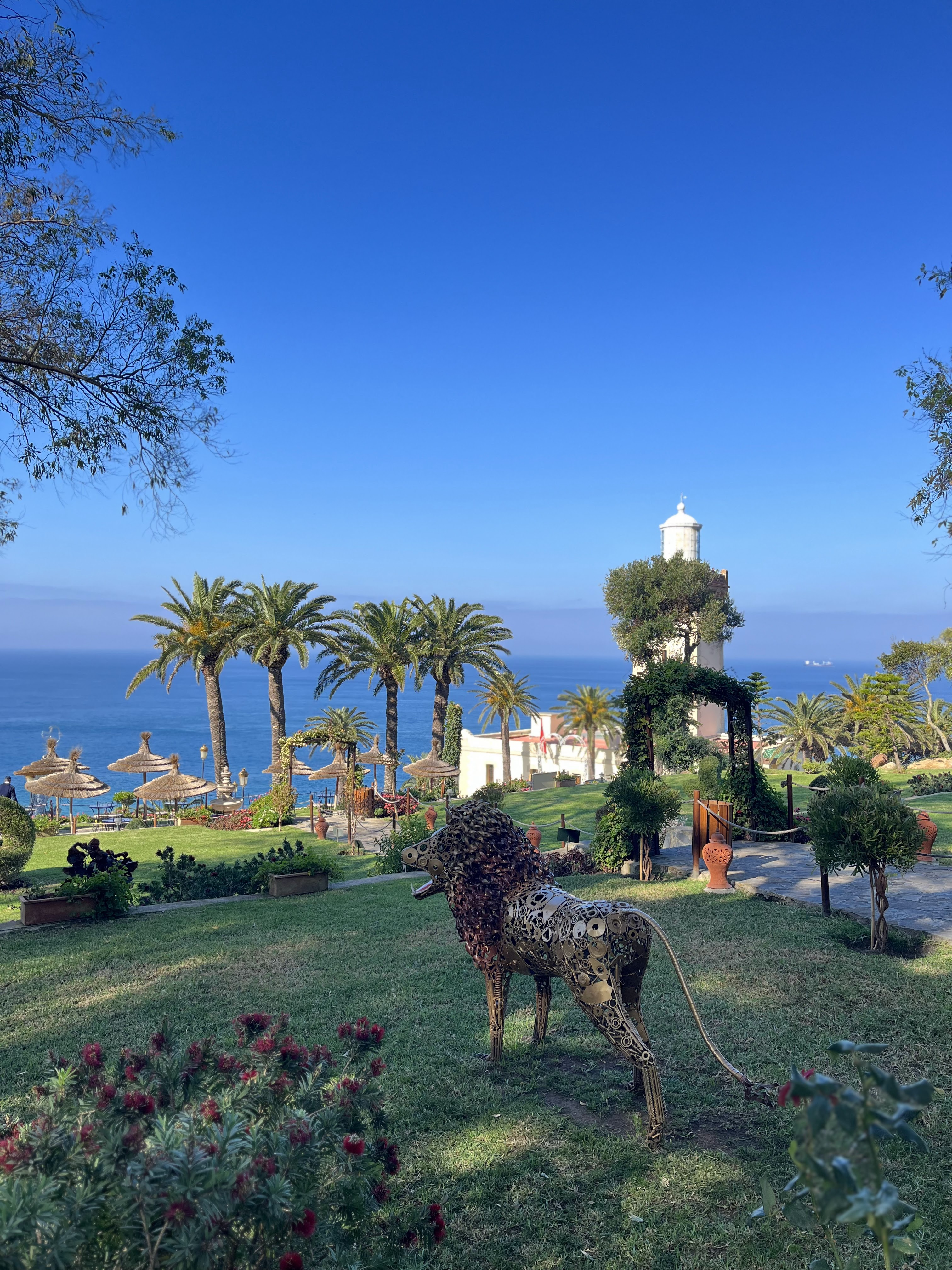
Sculpture du lion de Némée dans le jardin botanique du cap Spartel

Le cap Spartel ou Ras Spartel (en arabe : رأس سبارتيل) est un promontoire de la côte du Maroc, situé à l'entrée sud du détroit de Gibraltar, à 14 kilomètres à l'ouest de Tanger. Face au cap Spartel, à 44 km au nord, le cap Trafalgar marque l'entrée nord du détroit, sur la côte espagnole.

C'est à cet endroit précis que la Méditerranée et l'Atlantique se joignent.

## Description
Le promontoire domine la mer d'une altitude de 315 m et bénéficie d'une forte pluviosité favorable à la végétation. Dans l'Antiquité, le cap Spartel s'appelait le cap Ampelusium, ou cap des Vignes. Sous le promontoire, les vagues de l'océan Atlantique ont creusé des cavernes, où les habitants de la région venaient autrefois tailler des meules.
De nos jours, ces spectaculaires « grottes d'Hercule » sont une attraction touristique.
Sur le cap Spartel, à 110 m d'altitude, se trouve un phare, qui commença à fonctionner le 15 octobre 1864. Sa construction fut ordonnée par le sultan Mohammed IV ben Abderrahman, à la demande des représentants consulaires des puissances européennes alarmées par les nombreux naufrages qui se produisaient au large du cap. La lumière du phare est visible à 30 milles marins (55,6 km).
Au large du cap Spartel se trouve le banc Spartel, un haut-fond que les géologues Marc-André Gutscher et Jacques Collina-Girard considèrent comme ayant pu nourrir le mythe de l'île de l'Atlantide.
La rénovation de l'ensemble du site du Cap Spartel a débuté en 2020 et s'est achevée en 2021. Il est désormais ouvert au public et comprend un musée maritime, un restaurant, un jardin botanique et un espace événementiel. Les visiteurs peuvent également accéder au sommet du phare pour profiter de la vue imprenable sur le détroit de Gibraltar.

Le cap Spartel (cabo Espartel)
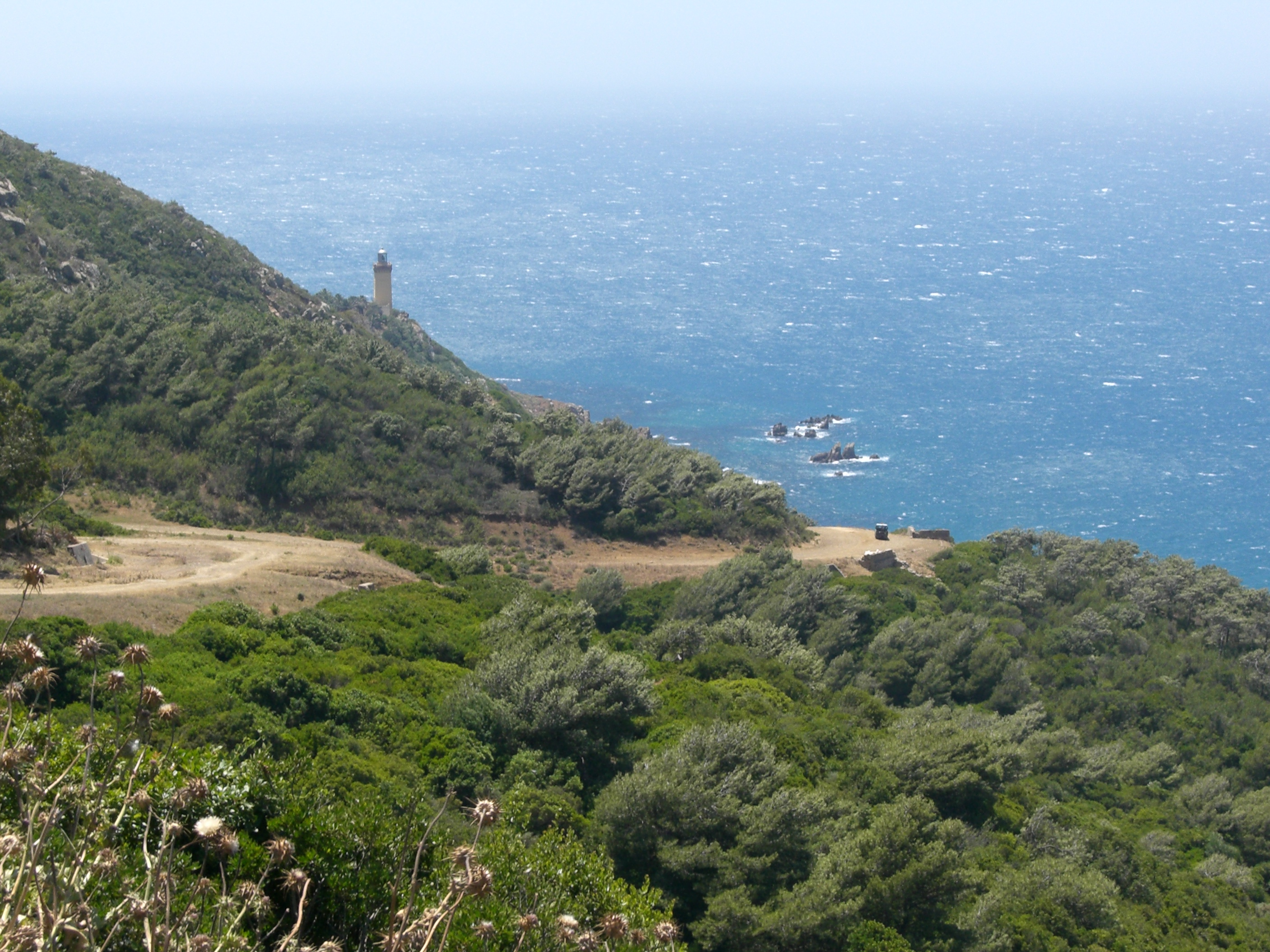
Le cap Spartel (2006)
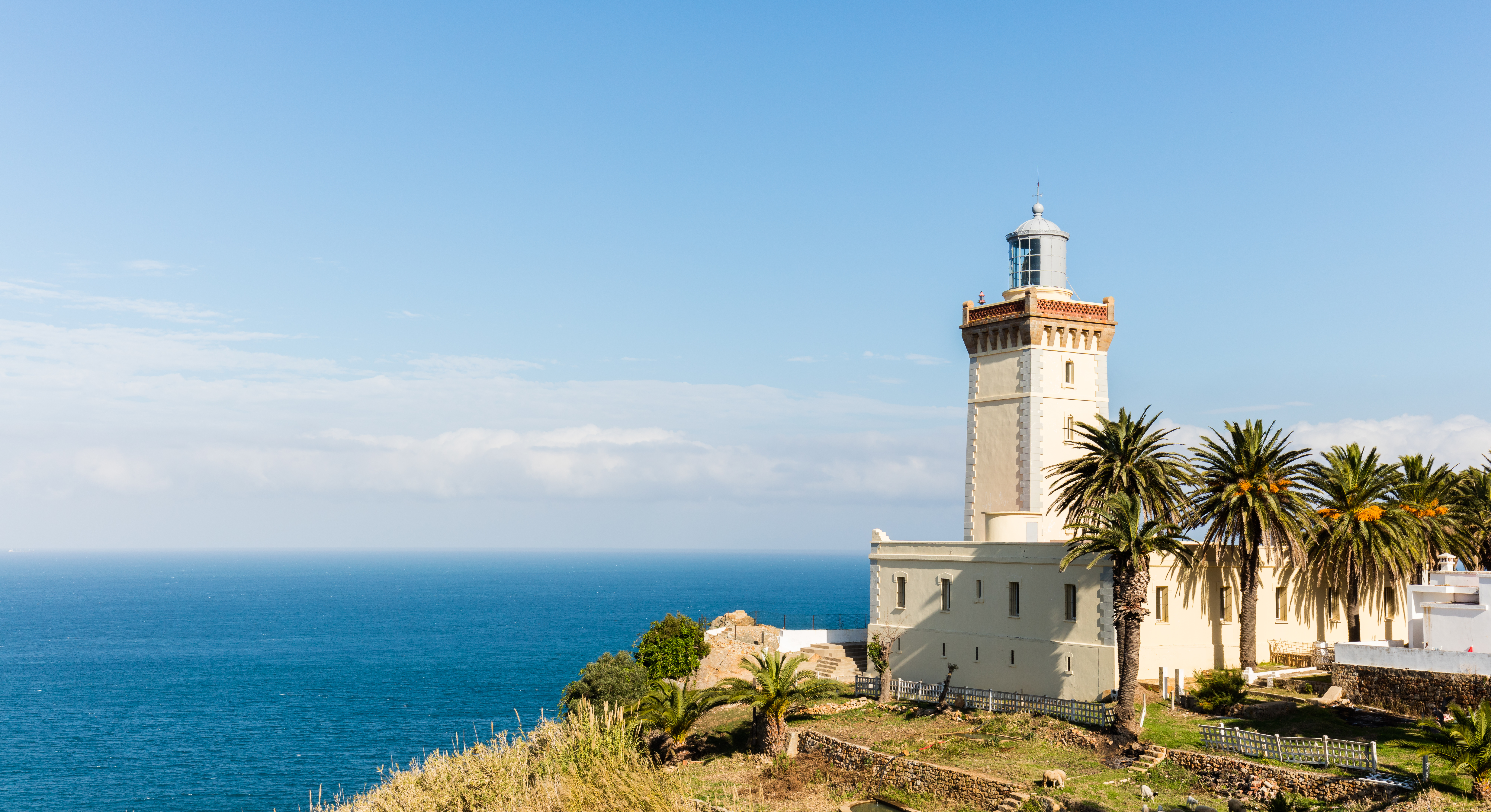
Le phare (2015)

### Sources et bibliographie
- Jean-René Vanney, Loïc Ménanteau, Géographie du golfe ibéro-marocain, Instituto Hidrográfico, Lisbonne, et Casa de Velázquez, 2004, 228 p.  (ISBN 8-4955-5551-4)